# لاندوور هیل (مریلند)
لاندوور هیل (به انگلیسی: Landover Hills) شهری در ایالت مریلند کشور ایالات متحده آمریکا است که جمعیت آن در سرشماری سال ۲۰۱۰ میلادی، ۱٬۶۸۷ نفر بوده‌است.